# باتريك هارلان
باتريك هارلان (بالإنجليزية: Patrick Harlan)‏ هو ممثل هزلي ‏ ومقدم تلفزيوني وممثل أمريكي، ولد في 14 نوفمبر 1970 بكولورادو سبرينغس في الولايات المتحدة.

## وصلات خارجية
- باتريك هارلان على موقع IMDb (الإنجليزية)
- باتريك هارلان على موقع قاعدة بيانات الفيلم (الإنجليزية)
- باتريك هارلان على موقع ANN person (الإنجليزية)